# 福川站
福川站（日语：／ Fukugawa eki */?）是位於山口縣周南市社地町，西日本旅客鐵道（JR西日本）山陽本線的車站。

## 歷史
- 1898年（明治31年）3月17日 - 山陽鐵道 德山站至防府站之間開通，此站啟用。為旅客、貨運車站。
- 1906年（明治39年）12月1日 - 山陽鐵道國有化（日语：鉄道国有法），成為官設鐵道車站。
- 1909年（明治42年）10月12日 - 制定路線名稱。成為山陽本線車站。
- 1984年（昭和59年）1月21日 - 貨物（於專用線起卸的貨物）起卸地點改在新南陽側線。車站南邊繼續有保土谷化學工業南陽工場專用線運行貨物運送。因此實際上於1998年廢止。
- 1987年（昭和62年）4月1日 - 伴隨國鐵分割民營化，車站由西日本旅客鐵道（JR西日本）營運。
- 1994年（平成6年）12月3日 - 車站業務由JR西日本廣島MAINTEC（日语：JR西日本広島メンテック）負責，成為業務委託車站。
- 2004年（平成16年）10月 - 變更櫃臺營業時間，只於平日營業。另外引入營業時間中休息時間。
- 2005年（平成17年）4月1日 - 成為全日無人車站。
- 2018年（平成30年）
  - 7月6日 - 發生2018年7月西日本豪雨使車站暫停服務。
  - 8月1日 - 德山站至新山口站之間重開[1]。

## 車站構造
車站是一座地面車站，設有2面2線的相對式月台，上下行路軌之間設有1條中線，該中線沒有架空電纜，而且沒有連接上下線路軌，因此沒有列車會進入中線。車站大樓位於1個號月台側，並設有跨線橋連接另一月台。
此站由德山地域鐵道部管理，並曾經由JR西日本廣島MAINTEC負責車站業務，為業務委託車站。在2014年10日，於星期六及假日成為無人車站，在2005年4月1日，成為整日無人車站。

### 月台
| 月台 | 路線      | 上下行 | 方向                   |
| ---- | --------- | ------ | ---------------------- |
| 1    | ■山陽本線 | 上行   | 德山、岩國方向         |
| 2    | ■山陽本線 | 下行   | 防府、新山口、下關方向 |

- 中線沒有月台編號。

## 使用狀況
以下為近年1日平均乘車人次列表：
| 乘車人次變化 | 乘車人次變化    |
| 年度         | 1日平均乘車人次 |
| ------------ | --------------- |
| 1999         | 1,009           |
| 2000         | 992             |
| 2001         | 959             |
| 2002         | 911             |
| 2003         | 899             |
| 2004         | 903             |
| 2005         | 852             |
| 2006         | 828             |
| 2007         | 821             |
| 2008         | 842             |
| 2009         | 829             |
| 2010         | 843             |
| 2011         | 872             |
| 2012         | 862             |
| 2013         | 830             |
| 2014         | 767             |
| 2015         | 782             |
| 2016         | 769             |
| 2017         | 756             |
| 2018         | 768             |

## 車站周邊
- 國道2號
- 周南市新南陽連繫中心
- 周南市新南陽野球場
- 周南市立福川小學
- 周南市立福川南小學
- 周南市立福川中學
- 山口縣立南陽工業高等學校（日语：山口県立南陽工業高等学校）
- 周南市政廳新南陽廳舍、新南陽綜合分所
- 新南陽郵局（日语：新南陽郵便局）
- Jolly Pasta德山總部（舊總部）
- SHIMAYA（日语：シマヤ）總社
- 保土谷化學工業（日语：保土谷化学工業）南陽工場
- 周南警署（日语：周南警察署）福川警官聯絡所
- 南陽福川郵局
- 山口銀行福川分店
- 東山口信用金庫（日语：東山口信用金庫）福川分店

## 巴士路線
最接近的巴士站是位於縣道347號線上的「福川站前」。設有以下巴士路線停該站，並由防長交通營運。
- 一般巴士路線
  - [快速巴士]：德山站前－市政廳前－川崎－新南陽站通－福川站前－戶田站前－防府站前－山口站－米屋町－縣廳前－湯田溫泉
  - 德山站前－市政廳前－川崎－新南陽站通－福川站前－戶田站前－圓通寺－防府站前
  - [0-2]：戶田站前－福川站前－新南陽駅通－川崎－市政廳前－德山站前（部分班次不經）－市政廳前－慶萬－商工前－周陽町中央醫院入口－（繞道）－花岡－楠町－東光寺－下松市政廳前－下松站北出口
  - [1-4・6・7]：德山站前－市政廳前－川崎－新南陽站通－福川站前－戶田站前－湯野溫泉（日语：湯野温泉）－柚木河內－上村－島地－堀
  - [1-8]：德山站前－市政廳前－川崎－新南陽站通－福川站前－戶田站前

- 高速巴士「福岡·防府·周南快車（日语：福岡・防府・周南ライナー）」在距離600米的國道2號上設有福川站入口巴士站。
  - 另外防長交通（日语：防長交通）廣島線與部分一般巴士路線起停「福川站入口」。

## 相鄰車站
西日本旅客鐵道
■山陽本線
新南陽－福川－戶田

## 注腳
1. ↑  . 朝日新聞. 2018-07-08. （原始内容存档于2018-07-16）.
2. ↑  山口縣統計年鑑

## 外部連結
- 福川｜車站資訊：JR出門網 - 西日本旅客鐵道